# Годој Круз
Годој Круз (шп. Godoy Cruz) је град у Аргентини у покрајини Мендоза. Према процени из 2005. у граду је живело 189.432 становника.

## Становништво
Према процени, у граду је 2005. живело 189.432 становника.
| 1980.   | 1991.   | 2001.   |
| ------- | ------- | ------- |
| 142.408 | 179.553 | 182.563 |